# Win Sports
Win Sports es un canal de televisión por suscripción deportivo colombiano centrado en la emisión del fútbol de ese país. Forman parte como socios mayoristas Torneos y Canal RCN; la Dimayor es uno de sus socios minoritarios.

## Historia
Inició sus operaciones de prueba el 1 de agosto de 2012 y se lanzó oficialmente el 28 de noviembre del mismo año. 
En febrero de 2013, el canal lanzó una señal alterna llamada Win Sports 2, que tiene un sistema multicámara, similar al usado en la Copa Mundial de Fútbol 2014 de la FIFA. El canal solamente se encuentra disponible en el caso de que 2 eventos deportivos se emitan en simultáneo.
A finales de marzo de 2014, lanzó Win Sports Online, su propia plataforma de pago en línea, el cual requiere una suscripción para ver la señal del canal por internet al nivel internacional.
Desde el 5 de agosto de 2015, Win Sports llegó a un acuerdo con varias distribuidoras de televisión para aumentar la sintonía a más de 6 millones de hogares.
En 2019, en reuniones con representantes de la Dimayor, se acordó que Win Sports lanzaría un canal premium denominado Win Sports+ (léase «más») que saldría al aire en 2020, en el cual se emitirían únicamente partidos de fútbol vivo a un costo de COP$ 30 mil al mes. Win Sports+ transmitiría 10 partidos de primera división por fecha, 3 partidos de segunda división por fecha, 4 partidos de Copa Colombia por fecha, dos partidos de Liga Femenina por fecha, la Superliga Colombiana (a partir de 2020), 4 partidos de la liga turca, 5 partidos de la Bundesliga y todos los partidos de Difútbol, El canal no emitirá publicidad y los partidos que no se transmitirían en vivo allí se emitirán por las señales básica y alterna. Sin embargo, con el lanzamiento de Win Sports+, los partidos de la Liga Colombiana dejarán de transmitirse por televisión abierta. El canal tendrá producciones originales, como los programas Win+ noticias, Primer Toque, Linea de 4 y Mucho + fútbol.
A mediados de septiembre de 2020, Win Sports anunció que ganó una batalla contra la piratería de televisión, cuando la Sala Penal del Tribunal Superior de Bogotá ratificó y confirmó la condena a TV Pau y/o Fibranet, una organización que distribuía la señal de Win Sports sin la autorización del canal.

## Programación
Su programación es deportiva y consiste en la información noticiosa deportiva como: Win Noticias, los programas deportivos en vivo y las transmisiones deportivas de la Liga Dimayor, el Torneo Dimayor, la Copa Colombia, la Superliga Colombiana, la Liga Femenina Dimayor, la Copa Mundial Femenina de Fútbol Sub-20, la Liga de Futsal, la Liga de Baloncesto, la Carrera Automovilística TC2000 Colombia y otros eventos emitidos en vivo

## Presidentes
- Mauricio Correa Peña (2012-2019)
- Jaime Parada (2019-2024)
- Andrea Guerrero Quintero (2024-)